# Freestylová tyč

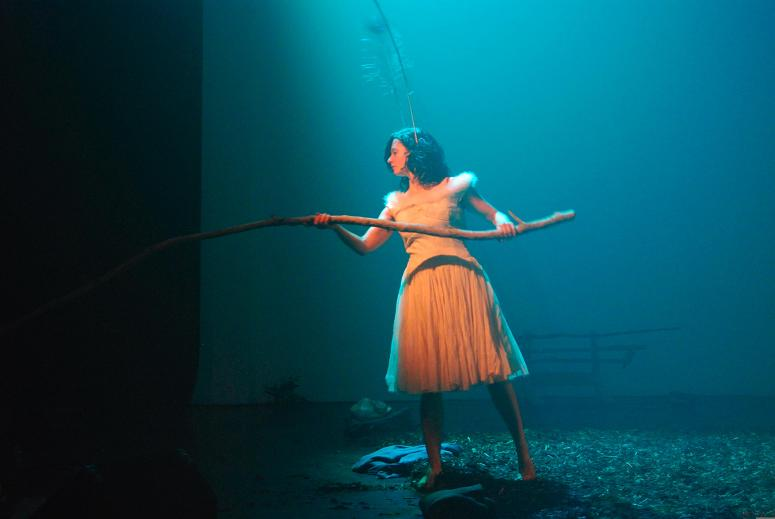
Freestylová tyč v představení „Houby“ souboru Handa Gote

Freestylová tyč (freestyle bar, free-style stick, long freestyle stick, někdy též pouze long stick) je speciální ruční pomůcka pro různé umělecké aktivity, převážně užívaná v oblasti performativního umění. Zvětšuje akční rádius performera a tak umožňuje i omezenému počtu performerů ovládnout potřebným způsobem daný prostor.
Běžná freestylová tyč je nenáročná na obsluhu a k jejímu používání není potřeba zvláštního výcviku. Každá tyč je speciálně adjustovaná pro konkrétní umělecký účel a nezřídka bývá vybavena výměnnými hroty či speciálním zakončením.

## Původ
Freestylová tyč pochází velmi pravděpodobně z Asie a její prapůvodní účel je možné hledat v oblasti bojových sportů. Jako její přímý předchůdce je často uváděna zbraň Eku (Eku, Ieku), cca 160 cm dlouhá hůl, užívaná k obraně okinawskými rybáři. Další uvádí zbraně typu Jo, či Tanbo. Ode všech zmíněných se však freestylová tyč liší zásadně svou délkou, která zřídkakdy klesá pod 2 m. NIkdy se také neužívá jako zbraň a to ani v náznaku. Z těchto důvodů připadá také v úvahu inspirace zemědělským a jiným nářadím. Ostatně i v dnešním Japonsku a Koreji se používá k seřizování divadelních světel speciální teleskopická tyč, která je podle některých přímým předchůdcem a inspirací pro užití freestylové tyče přímo během uměleckých aktivit.
Někdy také bývá poukazováno na Ubhoko (blocking stick) a jemu podobné taneční hole Zuluů i jiných afrických kmenů, ovšem pravdou je, že podobné tyčovité instrumenty nacházíme beze zbytku ve všech původních kulturách světa a novodobá freestylová tyč je přes všechnu inspiraci výtvorem umělým, reagujícím v podstatě tradičním způsobem na potřeby nové doby.

## Užití
Zhruba od sedmdesátých let se freestylová tyč objevuje při různých akcích, zejména tzv. „special events“ nebo různých divadelních představeních či performance. Její užití většinou signalizuje obeznámenost či náklonnost uživatele k některým formám asijského divadla či ovlivnění jinou lidovou kulturou.
Důvodem jejího užití je vždy specifický vztah k (divadelnímu) prostoru, ve kterém tyč, leckdy prodloužená na maximum, může zastávat funkci jakéhosi viditelného vektoru, rozdělovníku jinak kompaktního „prázdného prostoru“.
Protože je nemožné zmapovat detailně užití freestylových tyčí napříč uměleckou scénou, jmenujme alespoň několik umělců, kteří tuto pomůcku do své tvorby integrovali. Česko-americký umělec Milan Kohout mnohokrát využil potenciálu freestylových tyčí, například v performance „Thank You Iraq“ nebo obzvlášť typicky v „Cleaning the Sky“. Jiné, ovšem naprosto typické využití freestylových tyčí je možno najít u ruské divadelní skupiny Akhe, zde vzpomeňme zejména představení „Plug and play“. V České republice můžeme využití těchto tyčí zaznamenat u divadelní skupiny Handa Gote, např. v představení „Houby“.